# Debray Blanco
Debray Blanco (Santa Marta, Magdalena; 5 de marzo de 1993) es un futbolista colombiano. Juega de volante y su equipo actual es el Juventus Managua de la Primera División de Nicaragua.

## Trayectoria

### Unión Magdalena
Debray Blanco inició su carrera con tan solo 14 años en el Unión Magdalena, participando a su muy temprana edad como futbolista profesional, tuvo varias presencias en selecciones magdalenas, en el 2008 estuvo en la selección Colombia sub-17 donde jugó varios partidos.
Debuta el 15 de febrero de 2012 en el empate a cero goles frente al Real Cartagena en un partido por la Copa Colombia. Su primer partido en la Categoría Primera B lo hace el 4 de marzo en la victoria 2 a 1 sobre Tigres Fútbol Club.
El 28 de marzo marca su primer gol en su carrera en la derrota como locales 2-4 contra Uniautónoma.
Vuelve a marcar un gol el 14 de agosto de 2014 en la derrota 1-2 frente al Real Cartagena.
Jugaría un total de 60 partidos partidos en donde marca dos goles, los dos por Copa Colombia.

### Juventus Managua
Para mitad del 2016 se marcha al Juventus Managua de la Primera División de Nicaragua. Debuta el 12 de agosto en la derrota 2 a 1 en su visita al UNAN Managua. El 17 de septiembre marca su primer gol internacional en la victoria 3 a 1 como visitantes sobre Nandasmo. El 12 de octubre vuelve y marca el empate a un gol con Diriangén.

El 29 de enero de 2017 le da la victoria a su club 3-2 frente a Diriangen.

## Clubes
| Club             | País      | Año           |
| ---------------- | --------- | ------------- |
| Unión Magdalena  | Colombia  | 2012-2015     |
| Juventus Managua | Nicaragua | 2016-presente |

## Estadísticas
| Club                         | Temporada           | Liga  | Liga  | Copa Nacional | Copa Nacional | Copa Internacional | Copa Internacional | Total | Total |
| Club                         | Temporada           | Part. | Goles | Part.         | Goles         | Part.              | Goles              | Part. | Goles |
| ---------------------------- | ------------------- | ----- | ----- | ------------- | ------------- | ------------------ | ------------------ | ----- | ----- |
| Unión Magdalena · Colombia   | 2012                | 8     | 0     | 9             | 1             | -                  | -                  | 17    | 1     |
| Unión Magdalena · Colombia   | 2013                | 9     | 0     | 4             | 0             | -                  | -                  | 13    | 0     |
| Unión Magdalena · Colombia   | 2014                | 8     | 0     | 8             | 1             | -                  | -                  | 16    | 1     |
| Unión Magdalena · Colombia   | 2015                | 8     | 0     | 6             | 0             | -                  | -                  | 14    | 0     |
| Unión Magdalena · Colombia   | Total               | 33    | 0     | 27            | 2             | 0                  | 0                  | 60    | 2     |
| Juventus Managua · Nicaragua | 2016/17             | 19    | 3     | 0             | 0             | -                  | -                  | 19    | 3     |
| Juventus Managua · Nicaragua | Total               | 19    | 3     | 0             | 0             | 0                  | 0                  | 19    | 3     |
| Total en su carrera          | Total en su carrera | 52    | 3     | 27            | 2             | 0                  | 0                  | 79    | 5     |